# استودیو

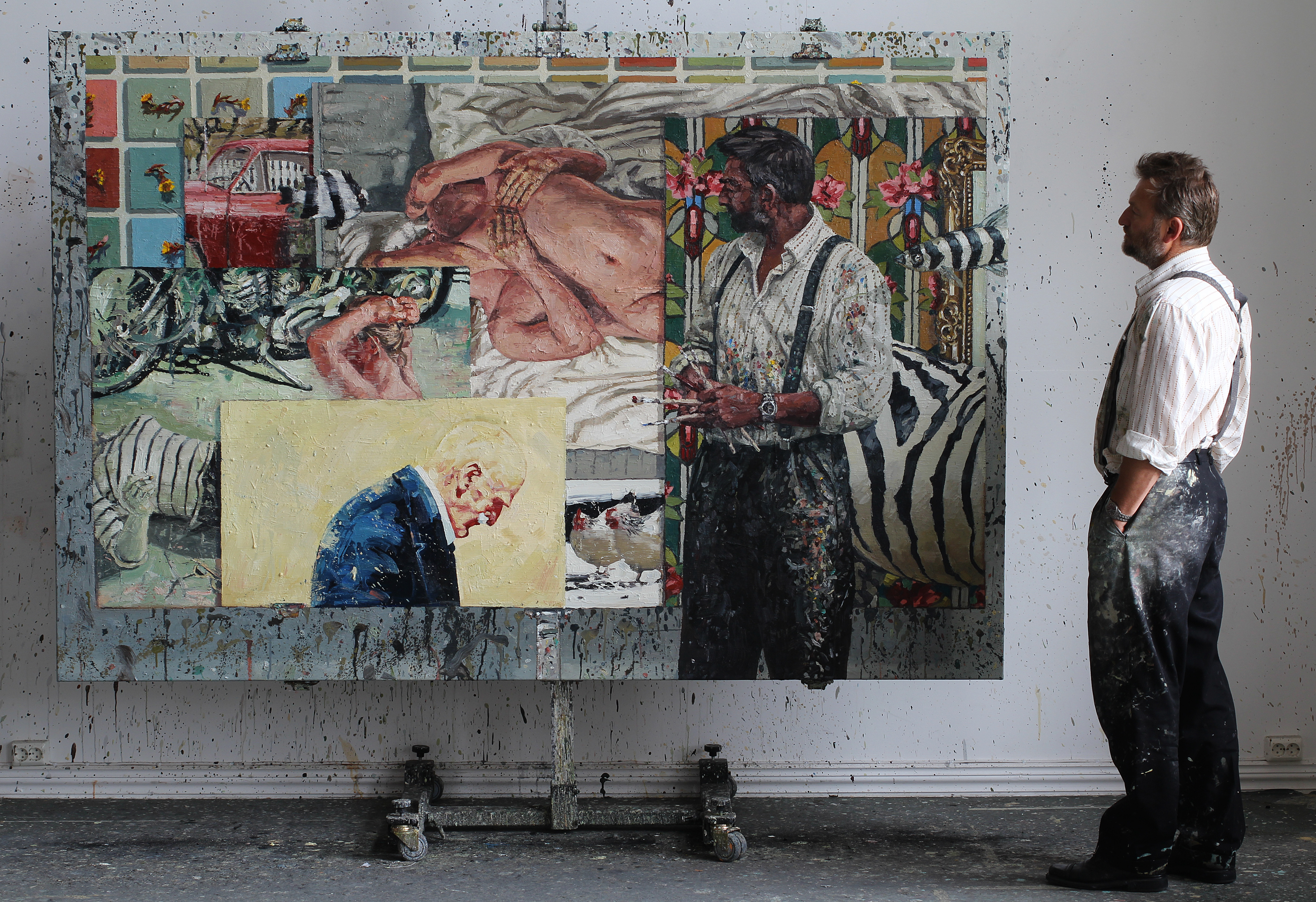
نگاره‌ای از تور-آرن موئن، نقاش نروژی در حال تأمل و نگاه به اثری از خود به نام انتخاب طبیعی در استودیوی نقاشی‌اش.

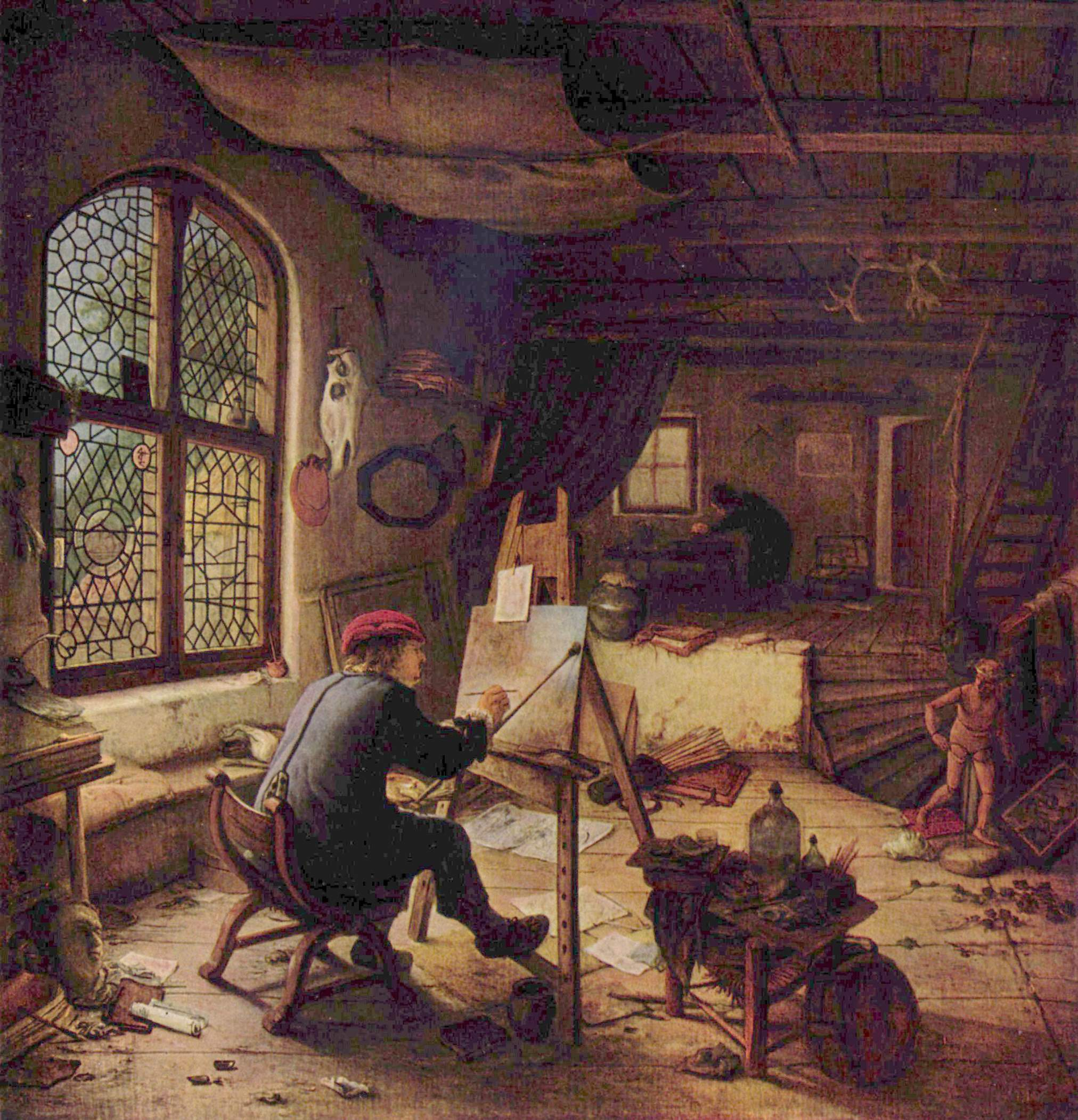
آدریان فن استاده. پورتره خودش ۱۶۶۳، موزهٔ گِمِلدِگالری.

یک استودیو یا  هنرگاه (انگلیسی: Studio) اتاق کاری یک هنرمند یا یک استادکار یا یک عبارت برای هنرمند و گروهش است که در همان استودیو کار می‌کنند. این کارها می‌تواند در راستای معماری، نقاشی، سفالگری (سرامیک)، تندیس‌گری، خراطی، عکاسی، هنر گرافیک، فیلم‌سازی، خیاطی، پویانمایی، طراحی صنعتی، ساخت برنامه رادیو یا برنامه تلویزیونی یا موسیقی باشد. همچنین استودیو به محل کار رقاص‌ها و رقص‌پردازی نیز گفته می‌شود.
واژه استودیو از واژهٔ ایتالیایی studio از کلمهٔ لاتینِ studium از ریشهٔ studere به معنی مطالعه یا شوق و ذوق گرفته شده‌است.
عبارت فرانسوی استودیو، آتلیه، علاوه‌بر معانی فوق، به معنی اتاق کار طراح مُد نیز به‌کار می‌رود. همچنین آتلیه به‌عنوان خانهٔ کیمیاگر یا جادوگر نیز کاربرد دارد. گاهی نیز استودیو به صورت «استُدیو» نوشته و تلفظ می‌گردد.

## استودیوهای تولید
استودیوهای تولید استودیوهایی هستند که به‌عنوان مرکز تولید انواع هنر مورد استفاده قرار می‌گیرند. البته ممکن است که این تولیدات با اهداف مالی و تجاری نیز صورت گیرند. استودیوهای رادیویی و تلویزیونی جاییست که در آن‌ها برنامه‌ها، تبلیغات رادیویی و تلویزیونی ضبط می‌شوند تا بعدها مورد استفاده قرار بگیرند.

### استودیو پویانمایی
استودیوهای پویانمایی مانند استودیوهای فیلم می‌توانند مکانی دارای تجهیزات تولید یا یک نهاد مالی باشند. در برخی موارد، به‌ویژه در انیمه‌سازی، سنتِ موجود در استودیو همچنان ادامه دارد؛ در آن‌ها استادان برجسته بر کار تازه‌کاران و افراد سطح پایین‌تر نظارت می‌کنند. استودیوهای پویانمایی به‌سرعت در حال رشد هستند و از میان آن‌ها می‌توان به استودیوهای قدیمی مانند والت دیزنی و نمونه‌های جدیدی مانند پیکسار اشاره کرد.

### استودیو کامیکس
هنرمندان، به‌ویژه آن‌هایی که در زمینهٔ تولید کامیکس فعالیت دارند، هنوز استودیوهای کوچکی را برای کمک به کار تولید داستان مصور، کتاب کامیک یا رمان تصویری خود به استخدام درمی‌آورند. در اوایل تولید شخصیت دَن دِیر، فرانک همپسون تعدادی دستیار در استودیوی خود استخدام کرد که در کال تولید مجموعه به او کمک کنند.